# 普尤
普尤（法語：Pouilloux，法語發音：[puju]）是法国索恩-卢瓦尔省的一个市镇，属于沙罗勒区。

## 地理
普尤（46°36'28"N, 4°21'39"E）面积18.4 平方千米，位于法国勃艮第-弗朗什-孔泰大區索恩-卢瓦尔省，该省份为法国中部省份，北起顺时针与科多尔省、汝拉省、安省、罗讷省、卢瓦尔省、阿列省和涅夫勒省接壤。
与普尤接壤的市镇（或旧市镇、城区）包括：圣瓦利耶、锡里勒诺布勒、勒鲁塞-马里济、马蒂尼勒孔特、圣罗曼苏古尔东。

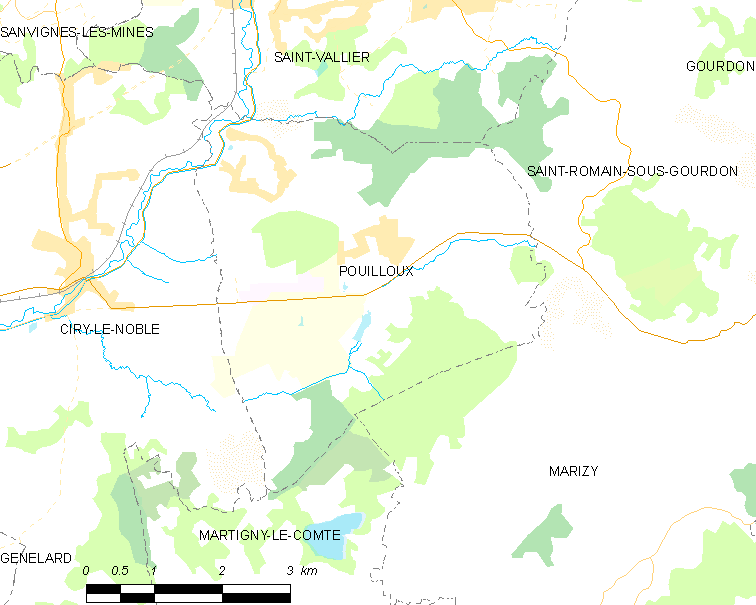
普尤的OSM定位图

普尤的时区为UTC+01:00、UTC+02:00（夏令时）。

## 行政
普尤的邮政编码为71230，INSEE市镇编码为71356。

## 政治
普尤所属的省级选区为沙罗勒县。

## 人口

1962-2008年间普尤人口变化图示

普尤于2022年1月1日时的人口数量为955人。